# Unguicularia dilatopilosa
Unguicularia dilatopilosa är en svampart som beskrevs av Graddon 1974. Unguicularia dilatopilosa ingår i släktet Unguicularia och familjen Hyaloscyphaceae.   Inga underarter finns listade i Catalogue of Life.